# Нова Ирландия (провинция)
Нова Ирландия (на английски: New Ireland Province, по-рано наричана Нов Мекленбург, на немски: Neu-Mecklenburg) е най-североизточната провинция на Папуа Нова Гвинея. Населението ѝ е 118 350 жители (2000 г.), а площта ѝ заедно с териториалните води и изключителната икономическа зона 240 000 кв. км. Намира се в часова зона UTC+10. Разделена е на 2 окръга.
Най-големият остров на провинцията е Нова Ирландия. В състава ѝ влизат също островите острови Сент-Матайас (Мусау, Емирау и 8 др.), Нов Хановър, Джаул, острови Табар (Табар, Татау, Симбери, Мабуа, Маруиу), острови Лихир (Самбиет, Мали, Манур, Масахет, Лихир), острови Танга (Малендок, Боанг, Лиф, Тефа, Битлик, Битбок), острови Фени (Амбайтъл, Бабасе) и Анир.
Сумарната площ на провинцията е 9581 км².

## Административно деление
Всяка провинция на Папуа Нова Гвинея е разделена на един и повече райони, а всеки район на окръзи с местно самоуправление (на английски: Local Level Government (LLG) areas).
| Район           | Районен център | Окръг с местно самоуправление |
| --------------- | -------------- | ----------------------------- |
| Район Кавиенг   | Кавиенг        | Кавиенгски градски            |
| Район Кавиенг   | Кавиенг        | Лавонгайски селски            |
| Район Кавиенг   | Кавиенг        | Мюратки селски                |
| Район Кавиенг   | Кавиенг        | Тиканаски селски              |
| Район Наматанаи | Наматанаи      | Коноагилски селски            |
| Район Наматанаи | Наматанаи      | Наматаиски селски             |
| Район Наматанаи | Наматанаи      | Нимамарски селски             |
| Район Наматанаи | Наматанаи      | Сентръл Ниу Аилан             |
| Район Наматанаи | Наматанаи      | Танирски селски               |